# Zmajîne, Hadeaci
Zmajîne (în ucraineană Змажине) este un sat în comuna Rîmarivka din raionul Hadeaci, regiunea Poltava, Ucraina.

## Demografie
Componența lingvistică a localității Zmajîne
     Ucraineană (100%)
Conform recensământului din 2001, toată populația localității Zmajîne era vorbitoare de ucraineană (100%).